# 1687
Năm 1688 (Số La Mã:MDCLXXXVIII) là một năm nhuận bắt đầu từ ngày thứ năm (liên kết sẽ hiển thị đầy đủ lịch) trong lịch Gregory (hoặc một năm nhuận bắt đầu vào Chủ Nhật của lịch Julius chậm hơn 10 ngày).